# Хорората
Хорората (англ. Hororata) — небольшое поселение в северо-западной части Кентерберийской равнины на Южном острове Новой Зеландии. Хорората находится в 15 км к юго-западу от Дарфилда, в 5 км к югу от Глентаннела и в 50 км к западу от Крайстчерча, на берегу реки Хорората. Хорората в переводе с языка маори означает «поникшая рата». В округе растёт большое количество рата (Метросидерос зонтичный).

## История
Хорората — обширный и плодородный сельскохозяйственный район. Он находится на холмах неподалёку от Уиндуистла, где берет начало река Селуин. Хорората развивалась как деревня, где проживает местное фермерское сообщество. Название происходит от двух слов маори — «Horo» (с маори — «оползень или овраг») и «rata» (с маори — «дерево рата»). Название может переводиться как «поникшая рата», так как в округе растёт большое количество деревьев рата (Метросидерос зонтичный).
В начале 1900-х годов в деревне были все необходимые для небольшого поселения услуги. К ним относились гостиница, пресвитерианская и англиканская церкви, магазины, школа, почта, мукомольная мельница и пивоварня. В городе была большая кузница с пятью горнами. Здания гостиницы, кузницы, почты, церквей Святого Иоанна 1875 и 1911 годов и школы сохранились в деревне Хорората до наших дней. Пресвитерианская церковь сейчас является частным домом.
Заповедник Хорората, созданный в 1877 году, когда местные землевладельцы подарили общине землю, сыграл важную роль в жизни района. Будучи первым зарегистрированным заповедником в Новой Зеландии и третьим по величине общественным заповедником в стране, этот объект стал местом проведения многих общественных мероприятий, таких как скачки, кросс-кантри, спортивное ориентирование, нетбол, теннис, стрельба и других. В прошлые годы на Эдвардианском озере около Хорораты катались на коньках.
Ранний европейский новозеландский первопроходец Джон Студхолм и его жена жили на станции Террас на Милнс-роуд в Хорорате, прежде чем продать участок Джону Холлу, премьер-министру Новой Зеландии, жившему в XIX веке. Джон Холл, и его старший брат, Джордж Уильямсон Холл похоронены на кладбище Святого Иоанна в Хорорате.

## Демография
Хорората описывается Статистическим управлением Новой Зеландии как сельское поселение и занимает площадь 1,17 км2. Хорората является частью статистического района Гленрой-Хорората.
По данным переписи населения Новой Зеландии 2018 года, население Хорораты составляло 204 человека, что на 24 человека (13,3 %) больше, чем по данным переписи 2013 года, и на 30 человек (17,2 %) больше, чем по данным переписи 2006 года. Имелось 75 домохозяйств. Насчитывалось 111 мужчин и 93 женщины, что даёт соотношение полов 1,19 мужчин на одну женщину. Средний возраст составлял 38,8 лет (по сравнению с 37,4 годами по стране), 42 человека (20,6 %) в возрасте до 15 лет, 36 (17,6 %) в возрасте от 15 до 29 лет, 96 (47,1 %) в возрасте от 30 до 64 лет и 27 (13,2 %) в возрасте 65 лет и старше.
По этнической принадлежности 94,1 % населения Хорораты составляли европейцы/пакеха, 11,8 % маори, 1,5 % азиаты и 1,5 % другие этнические группы (общее число превышает 100 %, так как люди могли идентифицировать себя с несколькими этническими группами).
Хотя некоторые люди возражали против указания своей религии, результаты опроса показали, что 64,7 % не исповедовали никакой религии, 23,5 % были христианами, а 4,4 % исповедовали другие религии.
Из тех, кому было не менее 15 лет, 12 (7,4 %) человек имели степень бакалавра или выше, а 27 (16,7 %) человек не имели формальной квалификации. Медианный доход составил 37 700 новозеландских долларов, по сравнению с $31 800 по стране. Статус занятости среди лиц в возрасте не менее 15 лет был следующим: 102 (63,0 %) человека были заняты полный рабочий день, 21 (13,0 %) — неполный рабочий день и 3 (1,9 %) — безработные.

### Гленрой-Хорората
Статистический район Гленрой-Хорората занимает площадь 644,35 км2. По оценкам на июнь 2021 года его население составляло 1270 человек, а плотность населения — 2,0 человека на км2.
По данным переписи населения Новой Зеландии 2018 года, население Гленрой-Хорората составляло 1194 человека, что на 108 человек (9,9 %) больше, чем по данным переписи 2013 года, и на 207 человек (21,0 %) больше, чем по данным переписи 2006 года. Насчитывалось 438 домохозяйств. Мужчин было 654, женщин — 540, что даёт соотношение полов 1,21 мужчины на одну женщину. Средний возраст составлял 36,9 лет (по сравнению с 37,4 годами по стране), 285 человек (23,9 %) в возрасте до 15 лет, 198 (16,6 %) в возрасте от 15 до 29 лет, 576 (48,2 %) в возрасте от 30 до 64 лет и 138 (11,6 %) в возрасте 65 лет и старше.
Этническая принадлежность: 86,7 % — европейцы/пакеха, 6,3 % — маори, 0,3 % — тихоокеанцы, 8,5 % — азиаты и 3,5 % — другие этнические группы (общее число превышает 100 %, так как люди могли идентифицировать себя с несколькими этническими группами). Доля людей, родившихся за границей, составила 18,8 %, по сравнению с 27,1 % по стране.
Хотя некоторые люди отказались назвать свою религию, результаты опроса показали, что 47,7 % не исповедуют никакой религии, 40,7 % являются христианами, 1,0 % — индуистами, 0,5 % — мусульманами, 1,3 % — буддистами и 1,8 % исповедуют другие религии.
Из тех, кому было не менее 15 лет, 180 (19,8 %) человек имели степень бакалавра или выше, а 144 (15,8 %) человека не имели формальной квалификации. Средний доход составлял 39 700 новозеландских долларов, по сравнению с $31 800 по стране. Статус занятости лиц в возрасте не менее 15 лет был следующим: 534 (58,7 %) человека были заняты полный рабочий день, 171 (18,8 %) — неполный рабочий день и 18 (2,0 %) — безработные.

## Примечательные здания

### Коттедж Котон

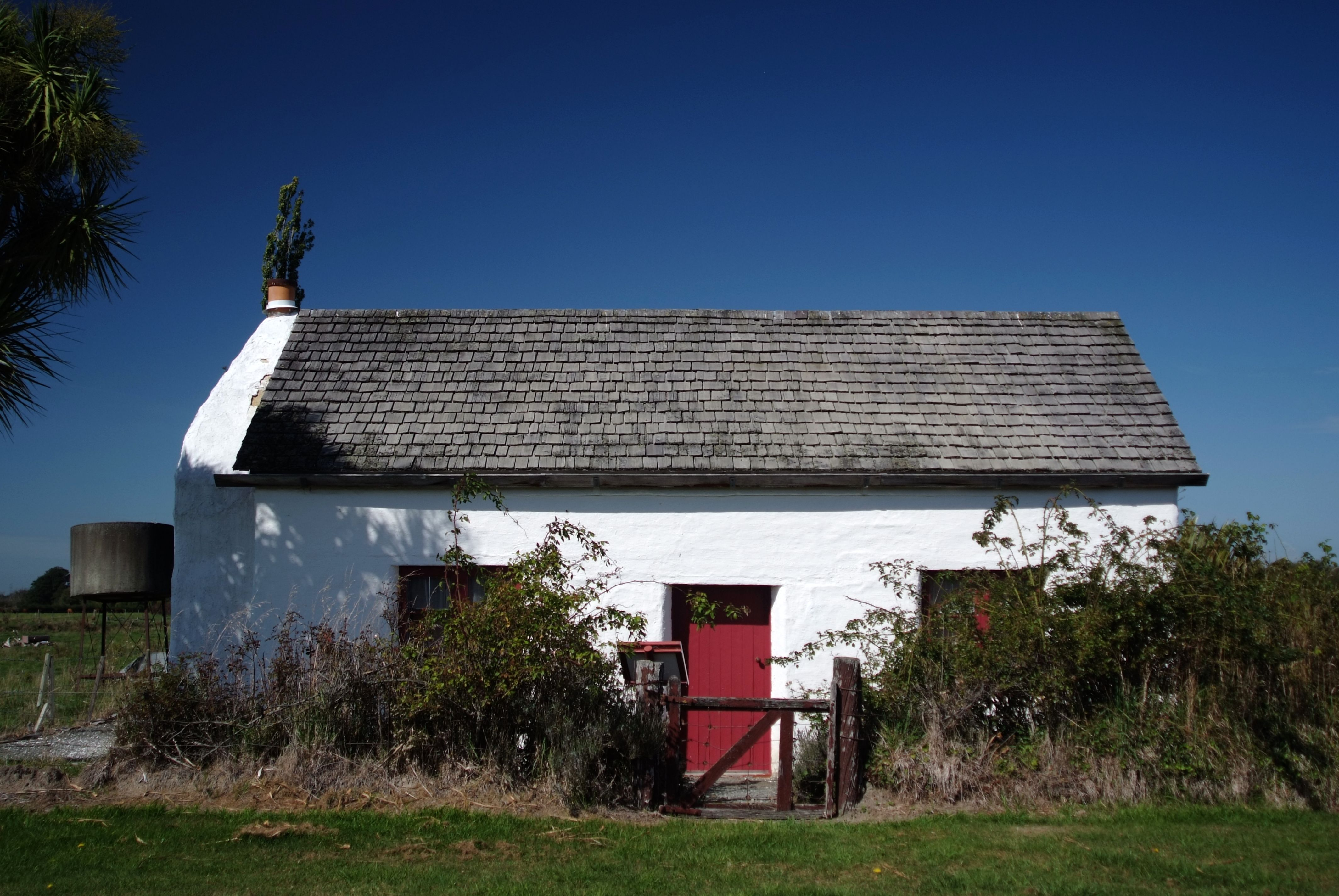
Коттедж семьи Котон, март 2008

Дом Бентли Котона и его жены Сары Джейн Котон был построен приблизительно в 1864 году. В нём пять комнат (включая мансардную спальню). В нём проводились службы местной церкви до того, как в 1870 году эту роль взяла на себя школа. Коттедж Котона со временем частично разрушился. Он был восстановлен и вновь открыт для посетителей в марте 2014 г. Ранее, в 1970-х годах, члены исторического общества Хорората сделали в нём капитальный ремонт. В настоящее время он функционирует как часть музея Хорората. В 1983 году он был включен в список исторических мест категории 2.

### Паб Хорората
Паб Хорората расположен через дорогу от парка Хорората-Домен. Он был построен в 1873 году Эдвином Дерретом, второй этаж был надстроен позднее. Паб был отремонтирован в 1967 году. Паб «Хорората» был закрыт сразу после землетрясения в Кентербери из-за полученных повреждений. Сейчас это частный дом.

### Церковь Святого Иоанна

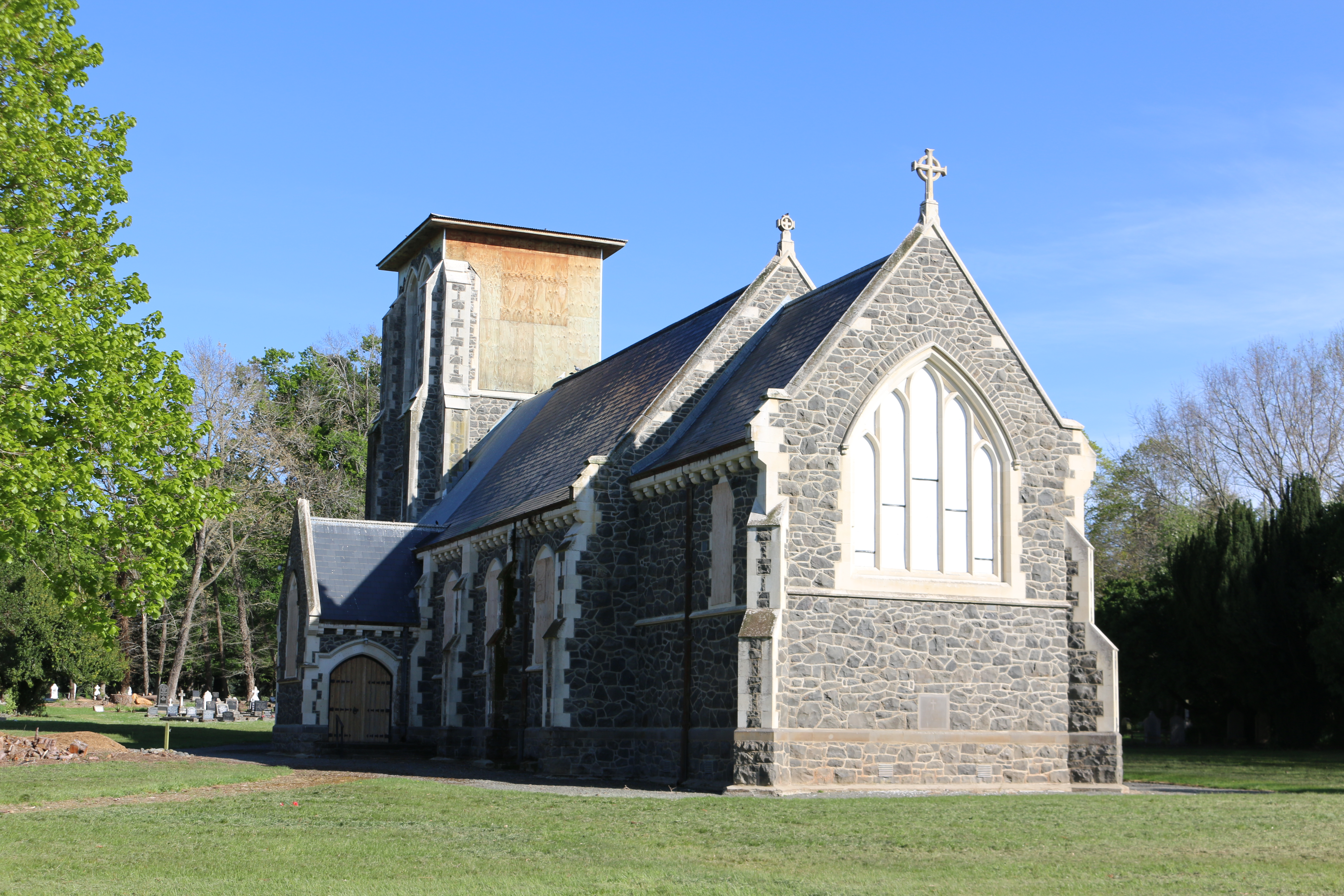
Церковь Святого Иоанна, Хорората (октябрь 2020)

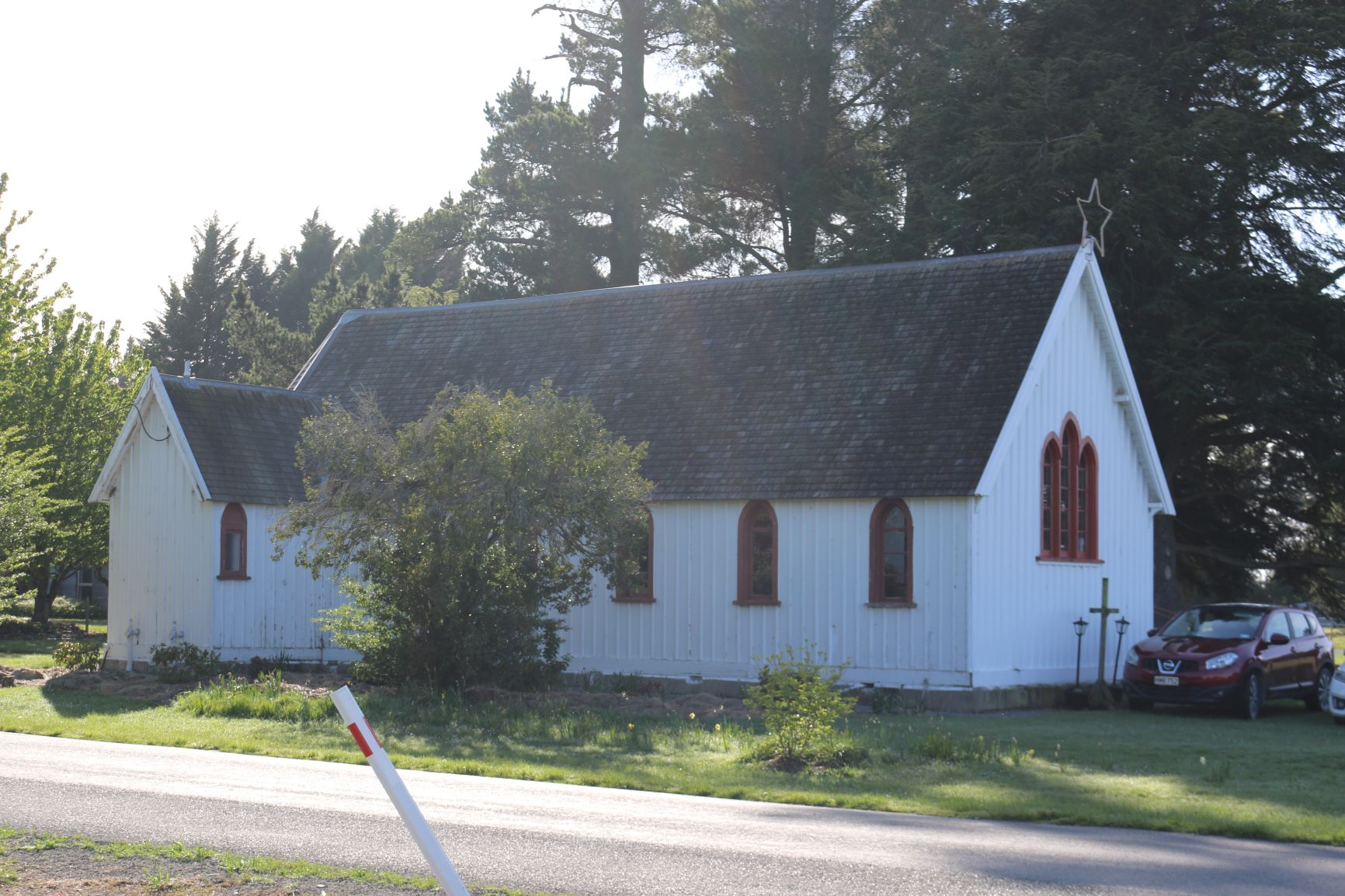
Старая церковь Святого Иоанна. Построена в 1875 году, использовалась для церковных служб после землетрясений в Кентербери в 2010—2011 гг.

В результате землетрясений в Кентербери в 2010 и 2011 годах в Хорорате пострадали некоторые здания и сооружения. Самое заметное здание поселения, англиканская церковь Святого Иоанна, было построено в 1911 году. Она сильно пострадала от землетрясения 4 сентября 2010 года: часть её часовни обрушилась на крышу церкви. Через дорогу от здания 1911 года находится старая деревянная церковь 1875 года постройки.
Через дорогу от церкви находится христианский ретритный центр Те Вайора, который был перестроен после землетрясений в Кентербери.

### Фейрвью
Фейрвью (англ. Fairview) — каменный дом и коттедж, построенные недалеко от Хорораты в 1885 году. Они окружены несколькими акрами садов и прудом. В течение всего года по территории усадьбы и садам проводятся экскурсии.

### Станция Террас
Этот большой фермерский дом зарегистрирован Фондом по охране исторических мест Новой Зеландии в качестве объекта первой категории. Строительство началось в середине 1850-х годов, когда из заготовленного в Австралии леса были построены первые три комнаты. Последующие комнаты были добавлены между 1863 и 1897 годами. Большой сарай для стрижки овец, построенный в 1868 году, охраняется Новозеландским фондом исторических мест как объект 2 категории. Среди других зданий фермы следует отметить дом управляющего и кузницу.

## Хороратские горские игры

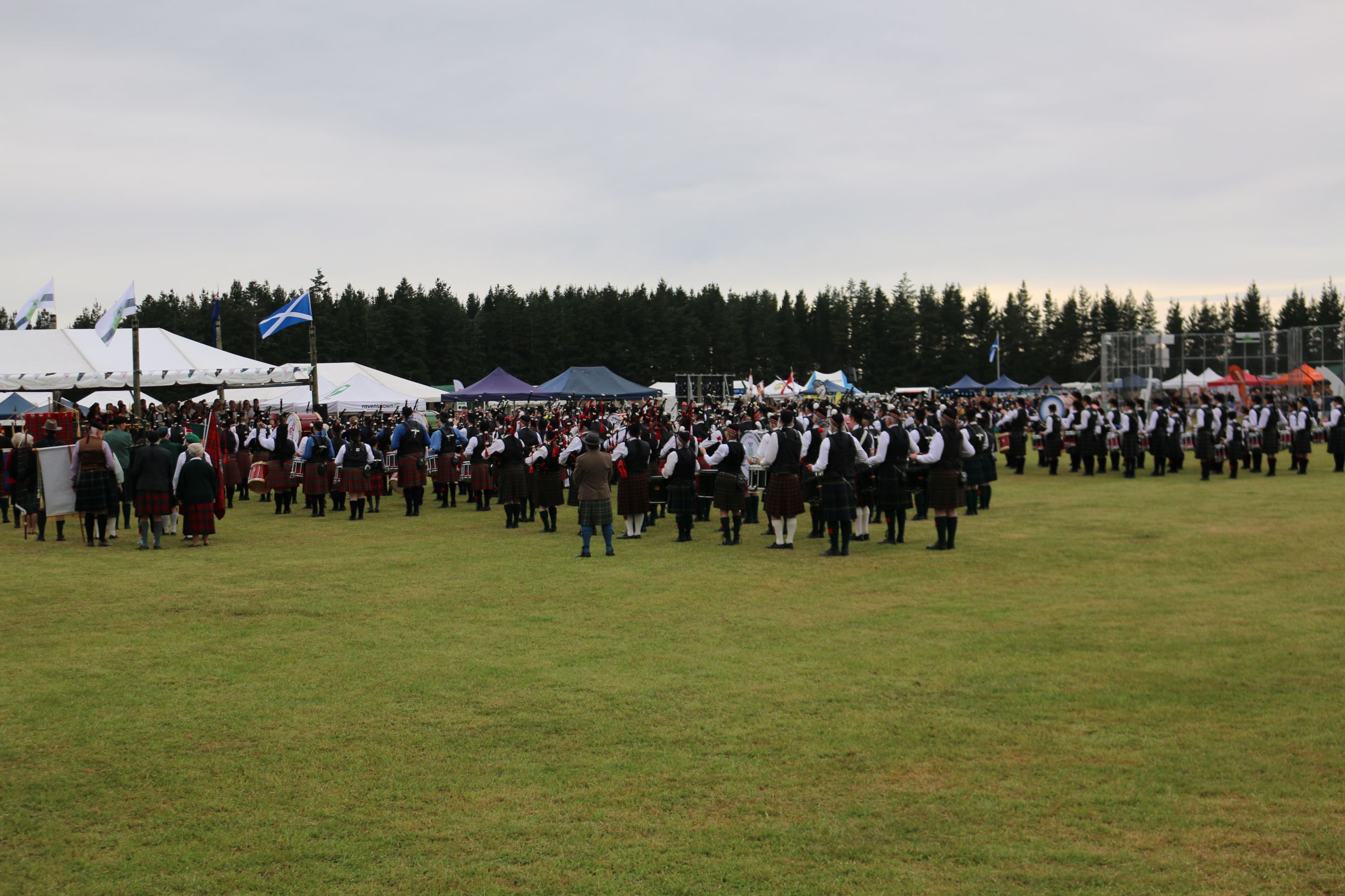
Духовые оркестры на открытии Хороратских горских игр 2020 года.

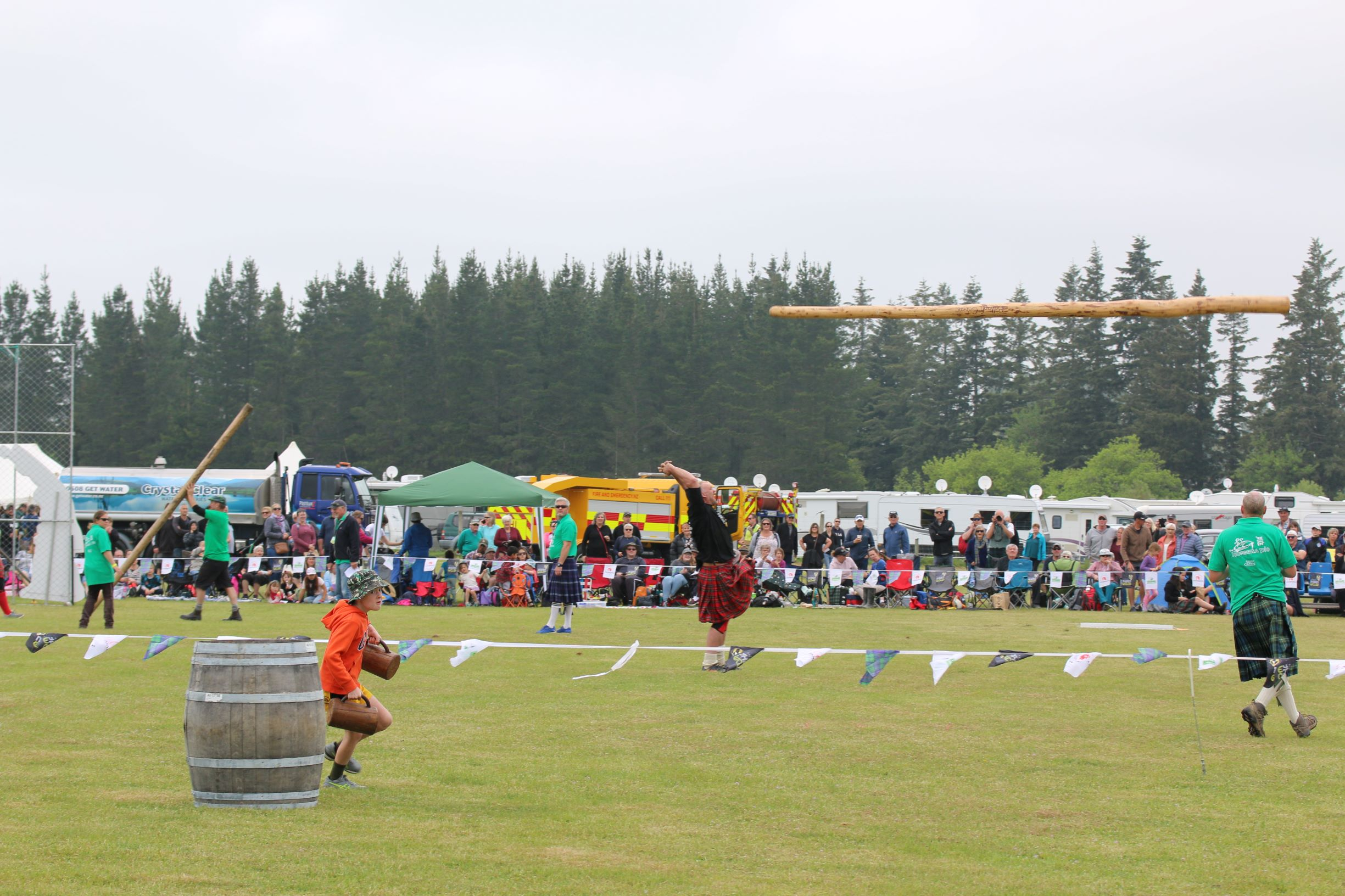
Участники соревнований.

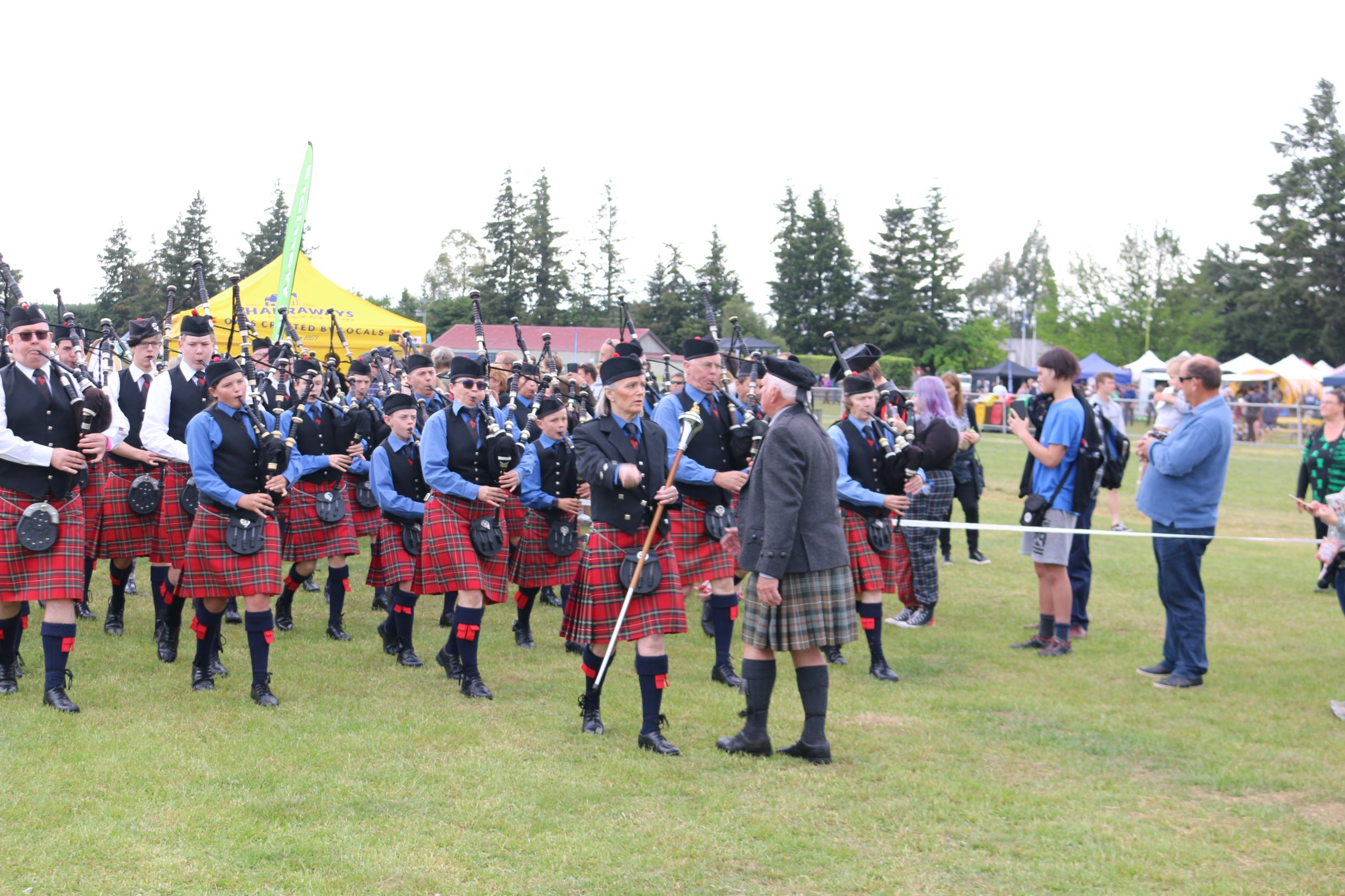
Выступление оркестров волынщиков на территории Хорораты во время Хороратских горских игр, ноябрь 2020 года.

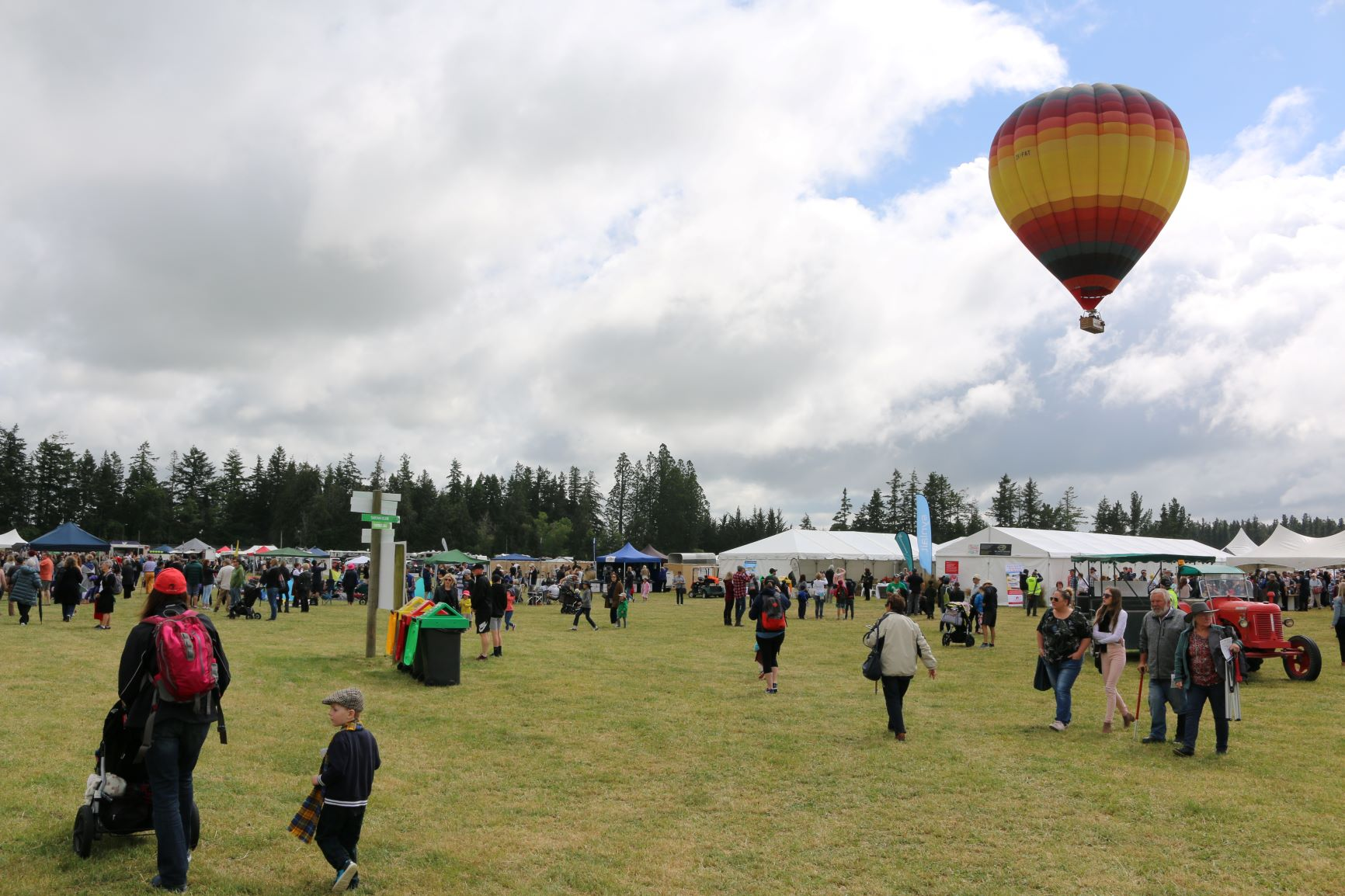
Воздушный шар на Хороратских горских играх (2017).

После разрушительных землетрясений в Кентербери у жителей Хорораты возникло желание внести позитивные изменения. В 2011 году был организован фестиваль «Хороратские горские игры». Это ежегодное мероприятие стало популярным: в 2016 году на него пришли 10 000 человек. Оно стало крупнейшим фестивалем шотландской культуры в Новой Зеландии. Ежегодно в нём принимают участие более 300 участников. Соревнования включают в себя шотландские танцы, игру на духовых инструментах и барабанах, перетягивание каната и шотландскую тяжёлую атлетику (мужскую и женскую), в которую входят метание молота, метание снопа, камней и бревна. Соревнование «Килтед-миля» — это забег, который включает в себя поедание пирога «Хорората», распитие традиционных шотландских напитков и преодоление ряда препятствий. Кроме того, каждый год на празднике работают киоски, павильоны с едой и ярмарка. Исследование, проведённое университетом Кентербери, показало, что в 2019 году Хороратские горские игры принесли экономике района Селуин прибыль в размере 370 000 новозеландских долларов.

### Ярл
На каждой игре есть вождь (ярл), который возглавляет церемонию открытия. Среди них были:
| Год  | ФИО              | Комментарий                                            |
| ---- | ---------------- | ------------------------------------------------------ |
| 2011 | Саймон Даллоу    | журналист, барристер, телеведущий                      |
| 2012 | Джерри Браунли   | член парламента от Илама, министр по делам Крайстчерча |
| 2013 | Джерри Матепарае | генерал-губернатор                                     |
| 2014 | Боб Паркер       | мэр Крайстчерча                                        |
| 2015 | Алекс Брюс       | директор винокурни «Адельфи», Шотландия                |
| 2016 | Кайл Уоррен      | музыкант-волынщик                                      |
| 2017 | Эми Адамс        | член парламента от Селуина                             |
| 2018 | Патрик Хеллиер   | тяжелоатлет горских игр                                |
| 2019 | Пери Драйсдейл   | предприниматель                                        |
| 2020 | Джон де Врис     | дизайнер                                               |

## Ночное сияние Хорораты
Ночное сияние Хорораты (англ. Hororata Night Glow) — это ежегодное мероприятие, которое проводится зимой. Воздушные шары зажигаются вечером и освещают ночное небо. Мероприятие проводится на территории Хорораты, в местном парке Хорората-Домен. Хороратские горские игры и фестиваль «Ночное сияние Хорораты» привлекли около 25 000 человек в Хорорату в 2019 году.

## Хороратский тартан
У Хорораты есть свой тартан, который был создан в честь открытия Хороратских горских игр. Управление шотландских тартанов предоставило Хорорате дизайн и первые 30 метров ткани. В тартане шесть цветов, каждый из которых имеет значение с точки зрения местной культуры: красный — цвет цветка рата. белый — это снег, а синий — местные реки. Зелёный цвет означает траву и нефрит поунаму. И, наконец, тартан включает цвета трёх местных школ: чёрно-жёлтый (школа Хорората), чёрно-синий (школа Глентаннел) и бело-зелёный (школа Уиндуистл).

## Климат
| Показатель                    | Янв. | Фев. | Март | Апр. | Май | Июнь | Июль | Авг. | Сен. | Окт. | Нояб. | Дек. |
| ----------------------------- | ---- | ---- | ---- | ---- | --- | ---- | ---- | ---- | ---- | ---- | ----- | ---- |
| Абсолютный максимум, °C       | 29   | 29   | 26   | 23   | 19  | 17   | 15   | 17   | 20   | 22   | 25    | 27   |
| Средний суточный максимум, °C | 22   | 22   | 20   | 17   | 13  | 11   | 10   | 11   | 14   | 16   | 18    | 21   |
| Средний суточный минимум, °C  | 9    | 9    | 7    | 5    | 3   | 1    | 1    | 1    | 2    | 3    | 5     | 7    |
| Абсолютный минимум, °C        | 3    | 3    | 0    | −1   | −2  | −3   | −4   | −4   | −4   | −4   | −2    | 1    |
| Норма осадков, мм             | 35   | 41   | 44   | 42   | 57  | 50   | 62   | 57   | 41   | 48   | 42    | 40   |
| Источник:                     |      |      |      |      |     |      |      |      |      |      |       |      |

Самые теплые месяцы в году — январь и февраль, когда средняя температура составляет 22 °C. Самый холодный месяц в году — июль, когда средняя температура составляет 10 °C. Месячное количество осадков колеблется от 35 мм в январе до 62 мм в июле.
Поле для гольфа в Хорорате было повреждено наводнением в конце мая 2021 года, оно стало «практически неузнаваемым». На устранение ущерба, нанесённого рекой Селуин, вышедшей из берегов из-за сильного дождя, ушло продолжительное время.

## Образование
Первоначальная школа Хорораты располагалась на углу Даунс-роуд и Хорората-роуд и была построена в 1870 году. Она была полностью уничтожена пожаром 17 февраля 1914 года. В Хорорате действует единственная начальная школа — начальная школа Хорораты. Она была построена на Били-роуд. Здания были значительно расширены в 1952 году, а в 1963 году, когда школы Те-Пирита и Хорората были объединены, был добавлен ещё один учебный класс. В начальной школе Хорората обучаются ученики с 1 по 6 классы, и по состоянию на март 2021 года в ней насчитывалось 80 учеников.

## Органы управления
Хорората является частью избирательного округа Селуин. Районный совет Селуина предоставляет Хорорате услуги местного самоуправления.

## Досуг
В Хорорате есть парк, включающий пруды для уток и место для пикника. Он был создан в 1877 году благодаря щедрости местных землевладельцев. В парке также находятся теннисный корт и здание скаутов. Здесь также расположены большие поля-площадки, которые в основном используются для проведения Хороратских горских игр и фестиваля «Ночное сияние Хорораты». В парке также есть дорожка для верховой езды. Пешеходная дорожка соединяет парк с церковью Святого Иоанна. На эдвардианском озере в парке Хорората раньше катались на коньках.

## Услуги
В Хорорате есть кафе, бар, автозаправочная станция и пожарное дело. В Хорорате также есть общественный центр, в котором находится магазин одежды.